# O Virgo virginum
O Virgo virginum est une antienne. À l'origine, il s'agissait de la huitième des grandes antiennes « Ô » de l'Avent dans le rite romain ancien. À partir de la Renaissance, ce chant tomba quasiment dans l'oubli.

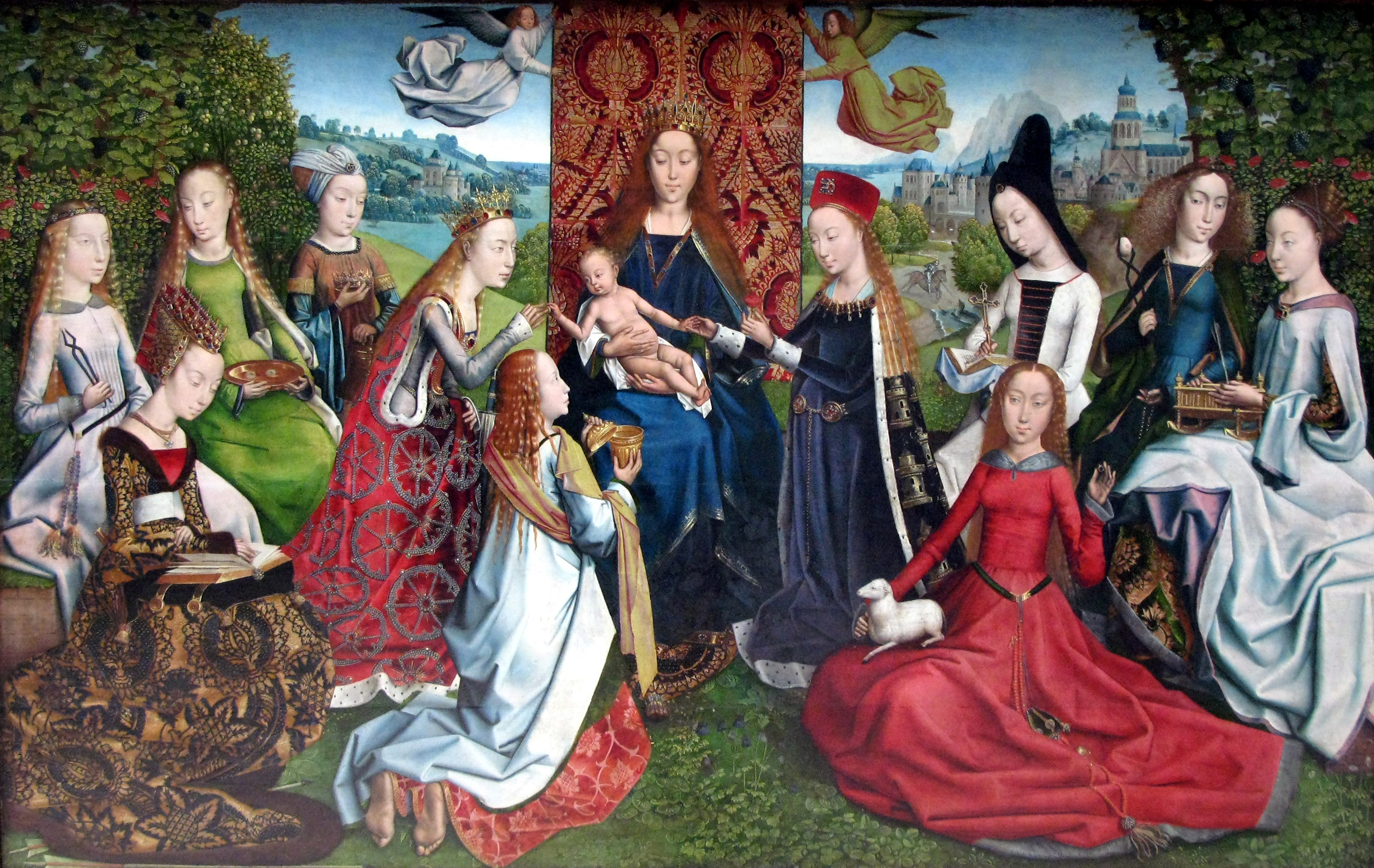
La Vierge parmi les vierges (v. 1488).

Depuis 2019, l'Église anglicane en Amérique du Nord fait chanter cette antienne le 23 décembre, tout comme son ancienne tradition selon le rite de Sarum.

## Texte
| latin | français |
| --- | --- |
| Ô virgo virginum, quomod fiet istud quia nec primam similem visa es, nec habere sequentem ? Filiæ Ierusalem, quid me admiramini ? Divinum est mysterium hoc quod cernitis. | Ô Vierge des vierges ! comment cela se pourra-t-il faire ? Nulle autre n'a jamais été, ni ne pourra jamais être semblable à vous. Pourquoi vous étonnez-vous de moi, fille de Jérusalem ? Ce que vous voyez est un mystère divin. |

## Corpus antiphonalium officii
Dans son catalogue, Dom René-Jean Hesbert en classifia comme CAO4091.

## Historique

### Origine
En effet, dans le fonds ancien du rite romain, il existait quelques groupes d'antiennes. Il s'agissait des compositions non bibliques mais surtout littéraires, qui peuvent être classées en trois groupes. Pendant le temps de l'Avent, c'était de grandes antiennes « Ô » de l'Avent tandis que  pour Noël et l'Épiphanie il s'agissait des antiennes qui se commençaient par l'incipit Hodie (aujourd'hui). Un autre groupe était des antiennes en dialogue (Il est à remarquer que l'O virgo aussi possède cette caractéristique). On y constate l'influence de la liturgie byzantine. Ainsi, la psalmodie en solo de l'Église catholique est directement issue de la liturgie hébraïque selon le texte biblique alors que la psalmodie alternée à deux chœurs naquit vers 375 sous Basile de Césarée en Orient.
La question qui reste encore de nos jours est, d'après les études récentes, que le temps liturgique de l'Avent n'existait pas à Rome avant le VIe siècle.
L'hypothèse pour cette dernière se maintient, car l'Avent fut importé de la Gaule dans laquelle l'évangélisation avait été effectuée par les prêtres grecs tel Irénée de Lyon.

### Mentions dans les documents anciens
Avec les sept grandes antiennes « Ô » de l'Avent, la huitième Ô virgo virginum se trouverait dans le Responsorial de saint Grégoire le Grand († 604), publié tardivement en 1774. Ces huit antiennes étaient réservées aux vêpres pendant une semaine avant la Nativité. La publication présente le titre de manuscrit, Antiphonario Vaticanæ Basilicæ et la page 28, mais sans cote. Encore faut-il retrouver ce manuscrit en manière critique, pour confirmer ce renseignement.

### Manuscrit de texte le plus ancien
Le document le plus ancien qui conserve le texte actuel est le manuscrit latin 17436 de la bibliothèque nationale de France, dit antiphonaire de Compiègne copié en 877 ou avant, et préparé sans doute en faveur de l'inauguration de l'abbaye Saint-Corneille de Compiègne.
Théoriquement, il s'agissait d'une copie des manuscrits que le Saint-Siège avait expédies de Rome.

### L'Expectation de l'Enfantement de la Sainte Vierge
L'antienne Ô Virgo Virginum est étroitement liée à la fête de Notre Dame de l' « Ô », célébrée en Espagne, le 18 décembre, huit jours avant Noël,. Son origine est vraiment ancienne, à partir du dixième concile de Tolède tenu en 656. Ce concile fit créer cette fête, dans le contexte théologique, sous titre de l'Expectation de l'Enfantement de la Sainte Vierge. L'antienne est chantée dans l'office des vêpres de cette Expectation.

### Indice dans le chant vieux-romain
Un manuscrit copié au XIIe siècle précisait l'usage de l’Ô Virgo Virginum au Vatican. Il s'agissait de l’Antiphonale officii, manuscrit B79 des archives Saint-Pierre de la Bibliothèque apostolique vaticane [manuscrit en ligne]. Cet antiphonaire n'était pas celui du chant grégorien mais celui du chant vieux-romain, plus ancien et qui restait singulièrement en usage à la chapelle du Vatican,. Dans le manuscrit, l’Ô virgo virginum se trouve à la fin de sept antiennes « Ô ».

### Rite de Sarum en Angleterre
Le calendrier liturgique de grandes antiennes fut introduit au Royaume-Uni, à la suite de l'installation de Guillaume le Conquérant († 1087). Ce dernier fit établir, à la cathédrale de Canterbury, le rite de Sarum, une hybridation du rite de Rouen et la liturgie locale anglaise, selon lequel furent constituées les huit antiennes y compris Ô Virgo Virginum réservée au 23 décembre. En effet, la dévotion pour la Sainte Vierge y était si profonde. Même après la réformation, les églises anglicanes garderont cette pratique en huit antiennes.

### Changement d'usage liturgique
Rien n'est certain sans consulter les manuscrits. En fait, à partir du Xe siècle dans les pays germaniques, les antiennes d' « Ô » supplémentaires furent composées, soit pour enrichir le répertoire, soit pour réaliser le nombre des 12 Apôtres. Au contraire, à Rome et ailleurs, on gardait encore huit antiennes.
L'antiphonaire dit de Poissy est un témoin de ce changement (bibliothèque d'État du Victoria, manuscrit 096.1 R66A). Dans ce manuscrit pour l'ordre des Prêcheurs et copié vers 1340, les sept grandes antiennes « Ô » de l'Avent se trouvent successivement sur les folios 30v - 31v alors que l’Ô Virgo Virginum est tout à fait séparée, sur le folio 392r, d'après lequel la fonction de cette dernière était différente dans la liturgie des dominicains.

### Liturgie locale
En dépit de ce changement, le calendrier ancien était maintenu auprès de quelques diocèses. Ainsi, une chronique de l'archidiocèse de Rouen racontait sa pratique particulière et distinguée, qui se continuait encore en 1452 : 

« Le jour précédent la vegille de Noel que Monseigneur a accoutume de celebrer le O de O Virgo Virginum en la grant salle du manoir archipiscopal de Rouen, apres que les vespres de l'esglise de Rouen sont dictees, les chanoines et tous ceulx qui portent l'abbit de l'esglise conviennent en ladicte salle ou ils chantent : O Virgo Virginum et boivent chacun deux fois de vin et une fois de clare avec le mestier des oublies. »

La tradition ne disparut pas même à Paris. En 1727, Jean Grancolas mentionnait l'ancienne coutume parisienne dans son Commentaire historique sur le bréviaire romain, avec les usages des autres églises particulières et principalement de l'Église de Paris :

« En bien des Églises, la surveille de Noël, qui est le 23 Décembre, les Vêpres étoient solemnelles, à cause de l'Antienne O Virgo Virginum, quomodo fiet istud, quia nec priman : similem visa est nec habere sequentem, filiæ Jerusalem, quid me admiramini, divinum est mysterium hoc quod cerinitis. On sonnoit toutes les cloches, on prenoit des chapes blanches, il y avoit encens. »

### Une polyphonie en usage au Vatican
Les deux manuscrits du motet de Josquin des Prés († 1521), en fait en contrafactum, se trouvent dans la Bibliothèque apostolique vaticane, en tant que manuscrit Cappella Giulia XII-4 copié en 1536 ainsi que manuscrit Cappella Sixtina 46. Il s'agit d'un précieux témoignage que l'antienne de ce compositeur était en usage au Vatican. Comme l'œuvre se trouve indépendamment et non avec d'autres antienns « Ô », on peut considérer que son usage était particulier. Faute de rubrique, on ne sait pas à quel moment cette œuvre était chantée. Il est à noter que le codex Cappella Giulia XII-4, qui était en usage dans cette chapelle, est un manuscrit très important, car il était lié à la famille delle Rovere de laquelle le pape Jules II († 1513) était le membre. Il n'était autre que le fondateur de cette chapelle Jules (Giulia).

### Usage actuel
Selon la reforme liturgique après le concile Vatican II, l'usage se conserve pour l'antienne de l'Avent, dans le Calendarium Concilii Vaticani II.

### Rite anglican
En ce qui concerne le rite anglican, la pratique de grandes antiennes « Ô » de l'Avent fut rétablie au XIXe siècle avec l'usage de la langue latine. En effet, les calvinistes avaient ruiné l'utilisation du latin dans la liturgie. Après la Deuxième guerre mondiale aux États-Unis aussi, ses fidèles continuaient encore à chanter cette huitième antienne au 23 décembre.
Or, le supérieur décida de suivre le calendrier catholique, c'est-à-dire à partir du 17 décembre, selon lequel l’O virgo virginum est finalement omise (The Hymnal 1982).
Décision récente, c'est la restauration de l'ancien calendrier et la coutume. Le dernier livre de prière de l'Église anglicane en Amérique du Nord (2019) fit les rétablir avec huit antiennes.
- Antienne officielle d' « Ô » de l'Avent pour le 23 décembre, dans le livre de prière auprès de l'Église anglicane[13] :
  - 1662 : O Virgo Virginum (insérée dans le Livre de la prière commune)
  - 1979 : O Emmanuel (facultative)
  - 2019 : (Amérique du Nord) O Virgo Virginum

## Pitance

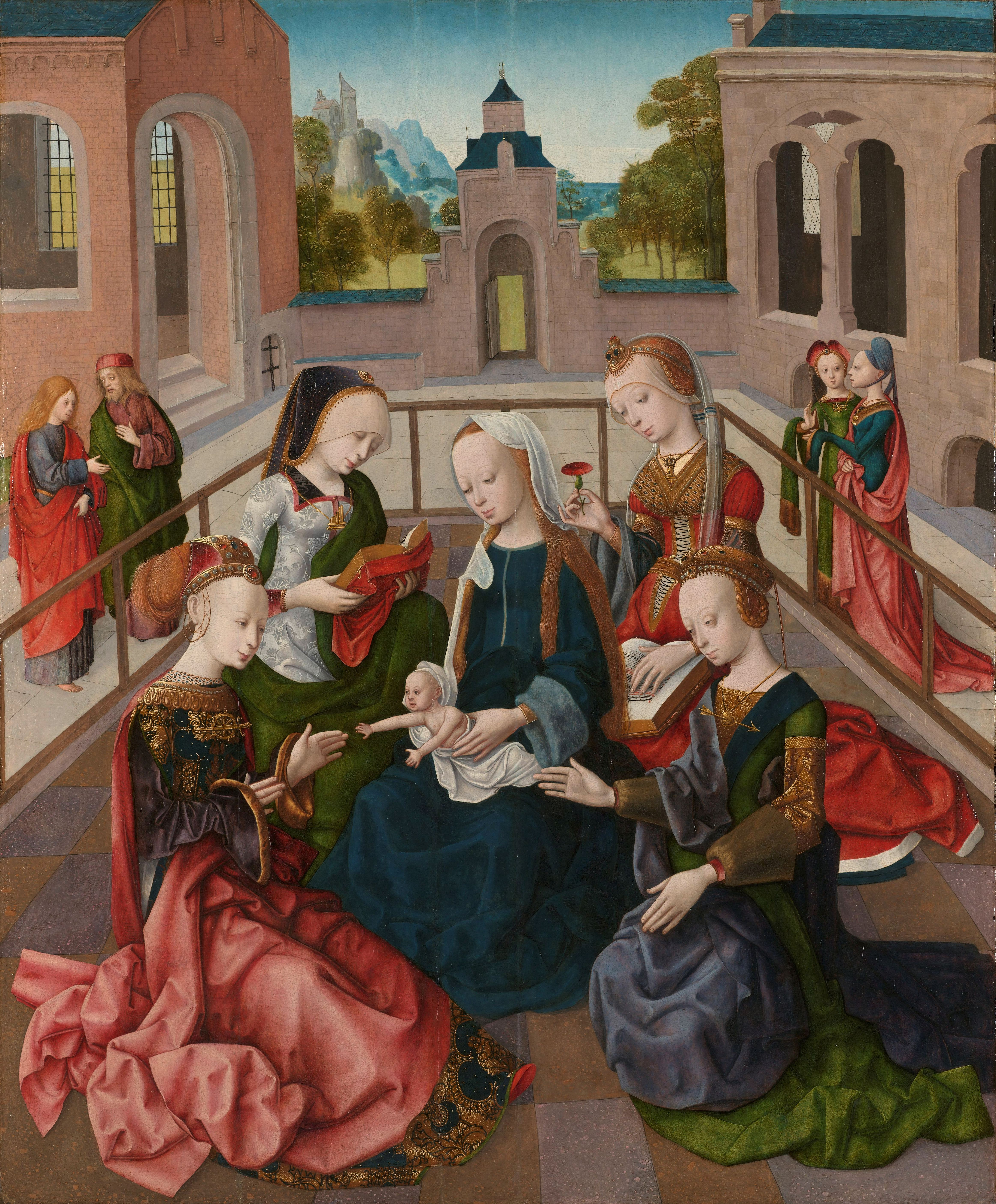
Œuvre du dit Maître de la Virgo inter Virgines (vers 1495).

## Mise en musique

### À la Renaissance
- Josquin des Prés (vers 1450 - † 1521) : motet à 6 voix, NJE24 10 [14]
- Pierre de Manchicourt (vers 1510 - † 1564) :  motet à 6 voix pour la fête de l'Immaculée Conception (1534)[15]

## Influence sur les Beaux-Arts
Il est vraisemblable que l'antienne avait inspiré quelques peintres, qui laissèrent leurs œuvres sur ce sujet. Elles sont normalement intitulées Virgo inter Virgines (La Vierge parmi les vierges). Ce genre avait apparu vers 1400.